# Николсон, Джейми
Джеймс Нил «Дже́йми» Ни́колсон (англ. James Neil "Jamie" Nicolson; 1971—1994) — австралийский боксёр, представитель полулёгкой весовой категории. Выступал за сборную Австралии по боксу в конце 1980-х — начале 1990-х годов, бронзовый призёр чемпионата мира, обладатель бронзовой медали Игр Содружества, трёхкратный чемпион австралийского национального первенства, победитель и призёр турниров международного значения, участник летних Олимпийских игр в Барселоне. В период 1992—1994 годов боксировал также на профессиональном уровне.

## Биография
Джейми Николсон родился 9 ноября 1971 года. Занимался боксом в зале Albert Boxing Club в Брисбене.

### Любительская карьера
Впервые заявил о себе в боксе в сезоне 1989 года, когда впервые одержал победу на чемпионате Австралии в зачёте полулёгкой весовой категории. Попав в состав австралийской национальной сборной, одержал победу на чемпионате Океании в Окленде, выиграл серебряную медаль на Кубке Канады в Оттаве, стал бронзовым призёром взрослого чемпионата мира в Москве, где на стадии полуфиналов был остановлен болгарином Киркором Киркоровым. Боксировал также на юниорском мировом первенстве в Пуэрто-Рико, но здесь попасть в число призёров не смог, проиграв в 1/8 финала немцу Маркусу Байеру.
В 1990 году вновь был лучшим в зачёте австралийского национального первенства, снова выиграл чемпионат Океании, добавил в послужной список бронзовую награду, полученную на Играх Содружества в Окленде.
В 1991 году в третий раз подряд стал чемпионом Австралии в полулёгком весе, выступил на домашнем чемпионата мира в Сиднее, где дошёл до четвертьфинала, уступив алжирцу Хосину Солтани.
Благодаря череде удачных выступлений удостоился права защищать честь страны на летних Олимпийских играх 1992 года в Барселоне, однако уже на предварительном этапе категории до 57 кг досрочно потерпел поражение от румына Даниэля Думитреску и сразу же выбыл из борьбы за медали.

### Профессиональная карьера
По окончании барселонской Олимпиады Николсон покинул расположение австралийской сборной и в октябре 1992 года успешно дебютировал на профессиональном уровне. Боксировал исключительно на домашних австралийских рингах, в течение полутора лет провёл восемь поединков, из которых семь выиграл и один проиграл. Завоевал титул чемпиона штата Квинсленд во втором полулёгком весе, рассматривался в качестве претендента на титул чемпиона Восточной и тихоокеанской боксёрской федерации (OPBF).
28 февраля 1994 года, направляясь в свой зал на тренировку, разбился насмерть в автокатастрофе. При этом в машине также находился его 10-летний брат Гейвин, который тоже погиб.
Его младшая сестра Скай, родившаяся через год после смерти братьев, впоследствии тоже занялась боксом и добилась в этом виде спорта больших успехов.